# Thomas Ewing (amerykański polityk)
Thomas Ewing (ur. 28 grudnia 1789, zm. 26 października 1871) – amerykański polityk, w latach 1849–1850 Sekretarz Departamentu Zasobów Wewnętrznych Stanów Zjednoczonych w gabinecie prezydenta Zachary Taylora, sekretarz skarbu.
Kształcił się na Uniwersytecie Ohio uzyskując dyplom z prawa. 